# Дечимопутцу
Дечимопутцу (итал. Decimoputzu) — коммуна в Италии, располагается в регионе Сардиния, подчиняется административному центру Кальяри.
Население составляет 4025 человек, плотность населения составляет 89,82 чел./км². Занимает площадь 44,81 км². Почтовый индекс — 9010. Телефонный код — 070.
Покровительницей коммуны почитается Пресвятая Богородица (Madonna della Grazie), празднование 2 июля.